# 羅鈞滿
羅鈞滿（1984年2月22日—），前香港無綫電視（TVB）經理人合約男藝員，於2009年參加無綫電視第23期藝員訓練班，畢業後成為無綫電視藝員。2013年於無綫電視舉辦首屆藝員歌唱比賽節目《星夢傳奇》晉身終極決戰最後五強，於第一回合被淘汰獲得第5名。代表作有電視劇《天與地》、《點解阿Sir係阿Sir》、《護花危情》以及擔演男主角的電視電影《南華夢飛翔》和《廉政行動2014之黑球》。

## 簡歷
羅鈞滿於荃灣區長大，畢業於荃灣天主教小學，中學就讀荃灣公立何傳耀紀念中學及葵涌循道中學（曾擔任學生會會長），香港高級程度會考獲得2B佳績。畢業於香港嶺南大學國際政治和經濟系，亦曾經擔任大學社會科學聯會執委會外務副主席。
2005年参加「Neway星途大战」獲得冠軍，於2009年透過無綫電視藝員訓練班加入無綫，參演過處境劇《畢打自己人》。2010年於《萬千星輝賀台慶》被抽中奪得一百萬獎金獎品，成為史上首位加入無綫最短時間抽中大獎的藝人。
2011年於劇集《點解阿Sir係阿Sir》飾「K4」成員張柏全（囂屎）獲觀眾注目，同年於《潛行狙擊》的郭定天（T Two）、《天與地》飾林保怡青年版劉俊雄（鼓佬）亦有出色表現令觀眾留下印象。2012年的《護花危情》飾楊耀東（巴打）一角令其人氣急升，為其入行至今最多戲份的劇集。因爲與羅莽於《點解阿Sir係阿Sir》中飾演父子，再加上二人均姓羅，因而有網民誤會二人為父子關係。但最後得羅鈞滿與羅莽澄清二人只是同姓，並無血緣關係。
2013年參加無綫電視藝員歌唱比賽《星夢傳奇》進入最後五強。11月15日在「星夢娛樂」簽約記者會他正式加盟成為歌手。
2016年11月19日，羅鈞滿宣佈離開無綫電視，和平解約，結束與無綫7年之賓主關係，他坦言因近年來涉及交通事故被法庭判罰而影響其形象後被無綫雪藏，之後選擇提前7年解約外闖。
2021年6月，羅鈞滿接受訪問時表示，2020年4、5月左右已經簽約藝能旗下，並在內地工作達9個月，未來會專注在內地尤其是大灣區的發展。

## 其他
2016年3月26日凌晨約4時，羅鈞滿駕駛私家車途經太子道東時遇到警方路障並被揭發涉醉駕，酒精呼氣測試結果錄得62微克，超標三倍。6月27日他在觀塘法院被判100小時社會服務令、停牌兩年及須完成駕駛改進課程。
羅鈞滿較廣為人知的花邊新聞，是曾與資深傳媒人張文采交往四年，但最終在2015年分手，多年後他表示愧對張文采，欠她一句道歉。
2020年2月12日下午2時43分，羅鈞滿在其 Facebook 貼文，面上戴有CSI（懲教工業）圖樣的口罩，當時COVID-19肆虐香港，市面口罩供不應求，政府部門專用的CSI口罩更被網民揭發不時被炒賣出市面，羅鈞滿被質疑是否於早前出席明星足球隊與警務處處長飯局而獲得，但羅否認。

## 電視劇（無綫電視）
| 首播   | 剧名                 | 角色                                                                                          |
| 2009年 | 畢打自己人           | 助手（第125集）、男模特（第192集）、攝影師（第195集）、飛仔（第293集）、日本設計師（第299集） |
| 2010年 | 鐵馬尋橋             | 攝影師                                                                                        |
| 2010年 | 談情說案             | 李家偉                                                                                        |
| 2010年 | 蒲松齡               | 道士助手                                                                                      |
| 2010年 | 情越雙白線           | 八卦週刊記者                                                                                  |
| 2010年 | 天天天晴             | 賊                                                                                            |
| 2010年 | 女人最痛             | 男友（第14集）                                                                                |
| 2010年 | 公主嫁到             | 阿通                                                                                          |
| 2010年 | 翻叮一族             | 流氓                                                                                          |
| 2010年 | 讀心神探             | 陳偉土                                                                                        |
| 2010年 | 巾幗梟雄之義海豪情   | 道友昌                                                                                        |
| 2010年 | 刑警                 | 昌朋友                                                                                        |
| 2010年 | 囧探查过界           | Tom                                                                                           |
| 2010年 | 居家兵團             | 經理                                                                                          |
| 2011年 | 誘情轉駁             | 仁助手（第18集）                                                                              |
| 2011年 | 隔離七日情           | 郭偉健                                                                                        |
| 2011年 | Only You 只有您      | Andy（第12-13集）                                                                             |
| 2011年 | 點解阿Sir係阿Sir     | 張柏全（囂屎）                                                                                |
| 2011年 | 誰家灶頭無煙火       | 蔡旭輝                                                                                        |
| 2011年 | 花花世界花家姐       | 芝男友（第9集）                                                                               |
| 2011年 | 怒火街頭             | 酒樓員工                                                                                      |
| 2011年 | 真相                 | Eric                                                                                          |
| 2011年 | 紫禁驚雷             | 御前侍衛                                                                                      |
| 2011年 | 潛行狙擊             | 郭定天（T Two）                                                                               |
| 2011年 | 不速之約             | 病人（第1集）                                                                                 |
| 2011年 | 法證先鋒III          | 孫嘉軒（Sunny）                                                                               |
| 2011年 | 結·分@謊情式         | 簡亦權（Ken）                                                                                 |
| 2011年 | 天與地               | 劉俊雄（少年）                                                                                |
| 2012年 | 4 In Love            | 攝影師                                                                                        |
| 2012年 | 東西宮略             | 蹴踘員                                                                                        |
| 2012年 | 當旺爸爸             | 摺凳（第6集）                                                                                 |
| 2012年 | 拳王                 | 不良青年（第11-12集）                                                                         |
| 2012年 | 心戰                 | 和仔                                                                                          |
| 2012年 | 飛虎                 | 匪徒（第1集）、鄭威廉（第8集）                                                                |
| 2012年 | 護花危情             | 楊耀東（巴打）                                                                                |
| 2012年 | 回到三國             | 阿貴                                                                                          |
| 2012年 | 巴不得媽媽...        | 村童（第7集）                                                                                 |
| 2012年 | 造王者               | 朝廷大臣                                                                                      |
| 2012年 | 天梯                 | 瘦骨仙（第13集）                                                                              |
| 2012年 | 幸福摩天輪           | 張志華（青年）                                                                                |
| 2013年 | 心路GPS              | 頭七                                                                                          |
| 2013年 | 仁心解碼II           | 潘耀泉（第15-20集）                                                                           |
| 2013年 | 神探高倫布           | 佘炳                                                                                          |
| 2013年 | 情越海岸線           | 馬友                                                                                          |
| 2013年 | 愛·回家 (第一輯)     | 龍舟教練（第278集）                                                                           |
| 2013年 | 師父·明白了          | 細孖                                                                                          |
| 2013年 | 情逆三世緣           | 陳杜察                                                                                        |
| 2013年 | On Call 36小時II     | 陳家國                                                                                        |
| 2014年 | 叛逃                 | 雀仔（第1-2集）                                                                               |
| 2014年 | 愛我請留言           | 盧笙（青年）                                                                                  |
| 2014年 | 廉政行動2014之“黑球” | 江志華                                                                                        |
| 2014年 | 寒山潛龍             | 吳威                                                                                          |
| 2014年 | 載得有情人           | 洪子朗（Long）                                                                                |
| 2015年 | 師奶MADAM            | 朱潤祥 / 朱錫春                                                                               |
| 2015年 | 水髮胭脂             | 陳鏗                                                                                          |
| 2015年 | 梟雄                 | 荷官                                                                                          |
| 2016年 | 愛情食物鏈           | 包宏彬                                                                                        |
| 2016年 | 純熟意外             | 何家偉                                                                                        |
| 2016年 | 巨輪II               | 鮑家偉（寸爆）                                                                                |
| 2016年 | 致命復活             | 郭卓強                                                                                        |
| 2016年 | 巾帼枭雄之谍血长天   | 金溥一                                                                                        |
| 2017年 | 賭城群英會           | 賭客                                                                                          |

## 電視劇（有線電視/香港開電視）
| 首播   | 剧名     | 角色   |
| 2007年 | 補習天后 | 朱龍   |
| 2022年 | 黑金風暴 | 蔡業凌 |

## 電視電影（無綫電視）
| 首播   | 劇名       | 角色   | 性質       |
| 2009年 | 南華夢飛翔 | 林木森 | 第二男主角 |

## 綜藝節目（無線電視）
| 年份   | 節目             | 性質／備註 |
| 2011年 | 福祿壽大假光臨   | |
| 2012年 | 世界衝擊影像社   | 大隻標（第3集）、學廚（第6集）                                                                                          |
| 2012年 | 千奇百趣東南亞   | 嘉賓（第24集） |
| 2013年 | 星夢傳奇         | 參賽者（第1-12集） |
| 2013年 | Music_Café       | 演唱者之一（第151集）                                                                                                   |
| 2013年 | 音樂工房         | 第184,187-189,191-192,195-196,199-201,203-205,207-209,211-213,215-217,219-221,223-224,227-234,236,238,240-241,244-245集 |
| 2014年 | 快樂聯盟         | 主持之一（第4-11集） |
| 2014年 | 勁歌金曲         | 主持之一（2014年7月20日起）                                                                                             |
| 2014年 | 區區有鬼故       | 遇鬼青年（第1集） |
| 2014年 | 千奇百趣玩HIGH D | 嘉賓（第8集） |
| 2015年 | 超強選擇1分鐘    | 嘉賓（第14集） |
| 2015年 | 揾食飯團         | 主持之一（2015年5月-2016年）                                                                                            |
| 2015年 | Sunday靚聲王     | 嘉賓（第18、24集） |
| 2015年 | 樂勢力           | 主持之一（2015年12月19、26日）                                                                                          |
| 2016年 | 夜宵磨（第三輯） | 嘉賓（第20集） |

## 電影
| 年份   | 片名                                                                                  | 角色       |
| 2008年 | 內衣少女                                                                              | 男同事     |
| 2010年 | 72家租客                                                                              | 財團助手   |
| 2010年 | 「鮮浪潮短片競賽」參賽電影 《公廁城市戀人(公廁城市人之戀 Lost in the city's toilet)》 | 男主角     |
| 2011年 | 勁抽福祿壽                                                                            | 老虎仔     |
| 2013年 | 扫毒                                                                                  | 香港緝毒警 |
| 2016年 | 刑警兄弟                                                                              | 盧海手下   |

## 舞台劇
| 日期               | 劇名         | 角色         |
| 2012年9月22日      | 聰鳴蜜語     | 男主角及主唱 |
| 2013年10月12、13日 | 聰鳴蜜語2013 | 男主角及主唱 |

- 由香港聾人福利促進會及Theatre Noir合辦的《聰鳴蜜語》，為本港首齣由聽障人士和健聽人士攜手演出的大型音樂劇，把話劇、默劇、手語歌和舞蹈共冶一爐。

## 其他演出
- 2010年4月3日：評判和商場表演嘉賓
- 2010年5月9日：《女強人媽媽大獎頒獎禮》表演嘉賓/獻唱
- 2010年5月9日：《潔霸媽媽晚會》表演嘉賓/獻唱
- 2011年11月19日：《萬千星輝賀台慶2011》演出
- 2011年12月10日：《歡樂滿東華2011》表演嘉賓
- 2011年12月11日：《福祿壽大假光臨》嘉賓
- 2011年12月24日：《荃灣廣場森之城平安夜冬甩派對》表演嘉賓/獻唱
- 2011年12月31日：《荃城狂歡除夕倒數》表演嘉賓/獻唱
- 2012年2月22日：《Citywalk金龍吐艷迎新歲》表演嘉賓/獻唱
- 2012年4月6日：《apmX蘇飛夢幻復活の旅》表演嘉賓/獻唱
- 2012年7月27日：《荃新天地的倫敦奧運開幕直播》表演嘉賓/獻唱
- 2012年7月28日：《第十四屆香港動漫電玩節「J2動到爆」》嘉賓
- 2012年4月7日：《Citywalk出奇氣球動物Show》表演嘉賓/獻唱
- 2012年11月19日：《萬千星輝賀台慶2012》演出
- 2012年12月8日：《歡樂滿東華2012》表演嘉賓
- 2012年12月31日：尖沙咀除夕倒數 表演嘉賓/獻唱
- 2013年2月9日：《天與地大團員喜慶迎金蛇 @ 荃新天地》表演嘉賓/獻唱
- 2013年3月9日：《青少年活動頒獎禮》主持
- 2013年4月6日：《天與地4子-蘇飛夢幻復活之旅@APM》表演嘉賓
- 2013年9月7日：《巫啟賢 x 星夢幫-星夢啟航揚善心-星光熠熠耀保良2013》表演嘉賓
- 2013年9月14日： 澳門舉行首次音樂會 演唱者
- 2013年10月20日：《梅艷芳.十年回憶音樂會》獻唱
- 2013年11月19日：《萬千星輝賀台慶2013》獻唱
- 2013年11月22日：《MAMA韓風：星夢幫紅地氈獻唱》表演嘉賓/獻唱
- 2013年11月28日：《救护精英SHOW2013》表演嘉賓/獻唱
- 2013年12月7日：《歡樂滿東華2013》表演嘉賓/獻唱
- 2013年12月21日：《勁歌金曲馬拉松2013》獻唱
- 2013年12月31日：荃城除夕倒數 表演嘉賓/獻唱
- 2013年12月31日：尖沙咀除夕倒數 表演嘉賓/獻唱
- 2014年3月22日：《青少年活動頒獎禮》主持及獻唱
- 2014年3月29日：《戒煙大贏家 》表演嘉賓
- 2014年5月24日：《萬眾同心公益金》表演嘉賓
- 2014年6月14日：《2014勁歌金曲優秀選第一回》表演嘉賓
- 2014年7月1日：《2014巨蛋音樂節》主持
- 2014年7月14-25日：《康業信貸快遞:樓按周轉好合拍》主演:賢
- 2014年9月7日：《超級巨聲 4 之 終極選拔 @ 新港城中心》主持
- 2014年9月20日：《香港明星足球队慈善足球赛暨文艺汇演大型公益活动》中场表演嘉賓/獻唱
- 2014年9月20日：《香港迪士尼特約：至美香港夜》主演:MOON
- 2014年10月1日：《新城國慶繽紛大派對》表演嘉賓/獻唱
- 2014年10月18日：《善心滿載仁愛堂》表演嘉賓/ 模仿劉德華唱跳
- 2014年11月1日：《鄭俊弘Welcome to My Dreams演唱會2014》表演嘉賓
- 2014年11月19日：《萬千星輝賀台慶2014》演出及獻唱
- 2014年11月23日：《TVB馬來西亞星光薈萃頒獎典禮2014》表演嘉賓/獻唱
- 2014年12月13日：《TVB週刊主辦冬至聯歡晚宴2014》表演嘉賓/獻唱
- 2014年12月14日：《置富Mall x 樂天熊仔聖誕世界》表演嘉賓/獻唱
- 2014年12月8-20日：《康業信貸快遞:樓按周轉友商量》主演:SAM (藥物銷售員)
- 2014年12月21日：《港灣豪庭廣場 x Bob the Builder聖誕工程》表演嘉賓/獻唱
- 2014年12月21日：《2014 勁歌金曲優秀選第二回》主持
- 2014年12月30日：香港時代廣場《Times Square music room》 表演嘉賓/獻唱
- 2014年12月31日：尖沙咀除夕倒數 表演嘉賓/獻唱
- 2015年7月4日：《最受歡迎廣告頒獎典禮》 表演嘉賓/與鄭俊弘及鄭世豪合唱- 光輝歲月, Crystal, 不再猶豫, 海闊天空
- 2015年7月11日：《2015 勁歌金曲優秀選第一回》主持
- 2015年11月19日：《萬千星輝賀台慶2014》演出
- 2015年11月21日：《2015 勁歌金曲優秀選第二回》主持
- 2015年12月6日：《歡樂滿東華2015》表演嘉賓
- 2015年12月7日：《潛能展翅綜合匯演》表演嘉賓
- 2015年12月31日：上水廣場《閃爍華麗倒數迎2016》表演嘉賓

## 歌曲
- 2010年：獸拳戰隊 （页面存档备份，存于）（《獸拳戰隊》主題曲，與張景淳、沈震軒及李豪合唱）
- 2014年：特命戰隊 （页面存档备份，存于）（《特命戰隊》主題曲）
- 2014年： We Are The Only One（《TVB 2014 FIFA巴西世界盃》主題曲，TVB群星合唱）
- 2014年：灰色命運（《忠奸人》主題曲，與鄭世豪合唱）
- 2014年：我們的天空（《我們的天空》主題曲，與鄭世豪、姚兵及唐嘉麟合唱）
- 2014年：是非（《宦海奇官》主題曲，與王君馨合唱）
- 2016年：講（《性在有情》主題曲，與陳敏之、阮兆祥、王君馨、鄭世豪、何雁詩合唱）
- 2023年：再見不再見

## 派台歌曲成績
| 派台歌曲上榜最高位置  | 派台歌曲上榜最高位置 | 派台歌曲上榜最高位置 | 派台歌曲上榜最高位置 | 派台歌曲上榜最高位置 | 派台歌曲上榜最高位置 | 派台歌曲上榜最高位置                           |
| --------------------- | -------------------- | -------------------- | -------------------- | -------------------- | -------------------- | ---------------------------------------------- |
| 唱片                  | 歌曲                 | 903                  | RTHK                 | 997                  | TVB                  | 備註                                           |
| 2014年                |                      |                      |                      |                      |                      |                                                |
|                       | We Are The Only One  | ×                    | ×                    | ×                    | 1                    | 《2014 FIFA巴西世界盃》TVB主題曲 與TVB群星合唱 |
| TV Love Songs Forever | 灰色命運             | -                    | -                    | 5                    | -                    | 與鄭世豪合唱 無綫電視劇《忠奸人》主題曲        |

| 各台冠軍歌總數 | 各台冠軍歌總數 | 各台冠軍歌總數 | 各台冠軍歌總數 | 各台冠軍歌總數    |
| -------------- | -------------- | -------------- | -------------- | ----------------- |
| 903            | RTHK           | 997            | TVB            | 備註              |
| 0              | 0              | 0              | 1              | 四台冠軍歌總數：0 |

- （*）上榜中
- （-）未能上榜
- （×）沒有派往該台

## 獎項
- 2005年： ICMA大專聯校歌唱比賽－冠軍
- 2005年： Neway星途大戰－冠軍
- 2005年： 嶺南大學歌唱比賽 －獨唱、合唱冠軍
- 2013年： 星夢傳奇歌唱比賽 －第五名
- 2014年： 新城勁爆頒獎禮2014 - 新城勁爆合唱歌曲《灰色命運》（與鄭世豪合唱）